# Shin Megami Tensei: Devil Children
Shin Megami Tensei: Devil Children (jap. 真・女神転生 デビルチルドレン) ist der Titel einer Reihe japanischer Videospiele der Firma Atlus. Neben den fünf Spielen erschien auch eine Manga- und eine Animeserie, der Manga wurde in Deutschland unter dem Titel The Devil Children veröffentlicht. Die Spiele gehören zur Megami-Tensei-Reihe.

## Spiele

### Black Book/Red Book/White Book
Als erster Teil der Reihe erschien ab dem 17. November 2000 Shin Megami Tensei: Devil Children Black Book/Red Book/White Book (真・女神転生 デビルチルドレン　黒の書/赤の書/白の書) für Game Boy Color. Das Spiel wurde in drei Versionen angeboten, wobei die dritte Version White erst am 17. Juli 2001 erschien. Das RPG bietet je nach Version andere Hauptcharaktere und eine andere Geschichte. Die zuerst erschienenen Versionen Black und Red kamen später auch zusammen für die PlayStation heraus.
In jedem der Spiele geht es um ein anderes Devil Child, Kind eines Menschen und eines Dämon. Die Kinder sammeln Monster, die als ihre Partner (仲魔, Nakama) kämpfen. Die Umgebung ist Makai (魔界, dt. „Dämonenwelt, Hölle“).
Black BookHeld des Black Book ist Setsuna Kai (甲斐 刹那) mit seinem Nakama Cool (クール, Kūru), einem Kerberos. Er sucht nach seinem kleinen Bruder Nagahisa　(ナガヒサ), der vom Eisteufel Jack Frost entführt wurde. Dabei muss er durch das Land Makai. Dabei wird er von Takashou Zed geleitet.
Red BookDas Mädchen und Devil Children Mirai Kaname (要 未来) mit ihrem Nakama Bell (ベール, Bēru) ist Heldin des Red Books. Als sie ihr Nakama erhält, wird ein wertvolles Schmuckstück ihrer Mutter von einem Teufel gestohlen. Takashō Zed (タカジョー・ゼット, Takashō Zeddo), der ihr dies zurückbringt, lädt sie in das Land Makai ein. Dort wird sie beauftragt, gegen andere Devil Children zu kämpfen, die Zerstörungen anrichten.
White BookAuf Grund eines Konfliktes zwischen Tenkai (天界, dt. „Himmelswelt, Himmel“) und Makai, in dem Tenkai die Macht von Engeln und Teufeln in Kinder sähen will, werden zwei Kinder geboren, Masaki Kuzuha (葛羽 将来) und Takaharu Ōgi (王城 嵩治). Zehn Jahre später sind beide beste Freunde. Masaki, Held der Geschichte, wird schließlich offenbart, dass er ein Devil Child ist, sein Nakama ist Cray (クレイ, Kurei). Takaharu ist ein Angel Child, sein Nakama ist Rei (レイ).

### Book of Light/Book of Dark
Am 15. November 2002 folgte Shin Megami Tensei: Devil Children – Book of Light/Book of Dark (真・女神転生 デビルチルドレン　光の書/闇の書) in Japan für Game Boy Advance. Wie beim ersten Spiel drehen sich die beiden Versionen Book of Light und Book of Dark jeweils um verschiedene Figuren, die beide Devil Children, Halbdämonen, sind.

### Puzzle de Call!
Das Puzzle-Spiel Shin Megami Tensei: Devil Children Puzzle de Call! (真・女神転生 デビルチルドレン　パズルdeコール!) erschien am 25. Juli 2003 für Game Boy Advance. Der Spieler spielt einen der beiden Charaktere Rand und Gale, die ihre Meister Jin und Akira retten wollen. Im Mehrspielermodus können zwei Spieler gegeneinander antreten.

### Book of Fire/Book of Ice
Shin Megami Tensei: Devil Children Book of Fire/Book of Ice (真・女神転生 デビルチルドレン　炎の書/氷の書) erschien am 12. Dezember 2003 als Fortsetzung von Shin Megami Tensei: Devil Children – Book of Light/Book of Dark. Es geht darin um die gleichen Charaktere wie aus dem älteren Spiel.

### Messiah Riser
Das Strategie-Rollenspiel Shin Megami Tensei: Devil Children Messiah Riser (真・女神転生 デビルチルドレン　メシアライザー) erschien am 4. November 2004. Es setzt das zweite Spiel der Reihe fort und dreht sich um das Auftauchen eines Messiah Risers.

## Anime

### Shin Megami Tensei: Devichil
2000 wurde eine erste Fernsehserie zu der Spielereihe produziert, die auf dem ersten Spiel basiert. Bei der Produktion der Studios Tokyo Movie, Actas führte Yoshio Takeuchi Regie, das Charakterdesign entwarf Jūhei Tamura. Künstlerischer Leiter war Nobuto Sakamoto. Die Serie wurde vom 7. Oktober 2000 bis zum 29. September 2001 durch CBC in Japan ausgestrahlt. 2005 und 2008 wurde der Anime auch im italienischen Fernsehen gesendet.
| Rolle         | japanischer Sprecher (Seiyū) |
| ------------- | ---------------------------- |
| Kai Setsuna   | Showtaro Morikubo            |
| Mirai Kaname  | Yukana Nogami                |
| Cool          | Kikuko Inoue                 |
| Veil          | Chiaki Osawa                 |
| Hiromi Kaname | Sukekiyo Kameyama            |

Die Musik der ersten Serie wurde komponiert von Ryō Yoshimata. Die Vorspanntitel sind Go-Round von Nao Itō in FIX (伊藤 奈央 in FIX) und Love Sick von Fairy Fore. Für die Abspanne verwendete man Tenkai no Aurora – Aurora Healing (天界のオーロラ〜AURORA HEALING〜) von PlatinA Forest und I DOLL (I DOLL 〜アイドル〜) von Fairy Fore.

### Shin Megami Tensei Devil Children: Light & Dark
2002 folgte eine zweite Serie mit dem Titel Shin Megami Tensei Devil Children: Light & Dark (真･女神転生Dチルドレン ライト＆ダーク). Die ersten 26 Folgen entstanden bei Actas unter der Regie von Tetsuya Kobayashi, die letzten 26 Folgen bei Studio Comet unter der Regie von Shin Misawa. Die Serie wurde vom 5. Oktober 2002 bis zum 27. September 2003 durch TV Tokyo in Japan ausgestrahlt.
| Rolle | japanischer Sprecher (Seiyū) |
| ----- | ---------------------------- |
| Jin   | Kazuhiro Shindō              |
| Akira | Mamoru Miyano                |
| Rena  | Rumi Shishido                |
| Ami   | Hiroko Kasahara              |

Die Musik der zweiten Serie wurde von den Spiceboys komponiert. Der Vorspanntitel der ersten 28 Folgen war Light & Dark – Toki o Sukue! (ライト&ダーク〜時を救え！) gesungen von Osamu Masaki, und für die Folgen 29 bis 52 Boys and Girls (ボーイズ・アンド・ガールス！) von Hideaki Takatori. Die Abspanntitel waren entsprechend Happy Life (ハッピーライフ) von Little Voice und Birthday Smile von Mitsuko Horie.

## Manga
Von 2001 bis 2002 erschien in Japan beim Verlag Kodansha eine Manga-Adaption unter dem Titel Shin Megami Tensei: Devil Children (真・女神転生デビルチルドレン). Die Reihe erreichte fünf Bände und wurde geschaffen vom Zeichner Hideaki Fujii. 2013 erschien eine Neuauflage in drei Bänden. Bei Egmont Manga & Anime erschien der Manga als The Devil Children im Jahr 2005 auf Deutsch. Außerdem wurde er unter anderem in Indonesien veröffentlicht.
Von 2003 bis 2004 erschien die Fortsetzung Shin Megami Tensei: Devil Children: Light & Dark (真・女神転生 Dチルドレン ライト&ダーク) in drei Bänden.